# エマニュエル・エクポ
エマニュエル・エクポ（Emmanuel Ekpo, 1987年12月20日 - ）は、ナイジェリアのサッカー選手。ナイジェリア、Ekori出身。ポジションはボランチ。

## 経歴
2005年から2006年までナイジェリアのサッカークラブ、Calabar Roversの下部組織に所属。その後、アクワ・ユナイテッドFCでプロ選手としてのキャリアをスタート。ナイジェリア・プレミアリーグのエニンバ・インターナショナルFCを経て、2008年4月15日、メジャーリーグサッカーのコロンバス・クルーと契約。同年6月28日の対コロラド・ラピッズ戦で、移籍後初得点を挙げた。2012年、ノルウェー1部・エリテセリエンのモルデFKへ移籍。
ナイジェリア代表としては、2008年にU-23代表として北京オリンピックに出場。

## タイトル

### 代表
- U-23代表
  - 2008 北京オリンピック 銀メダル